# Paz de Presburgo

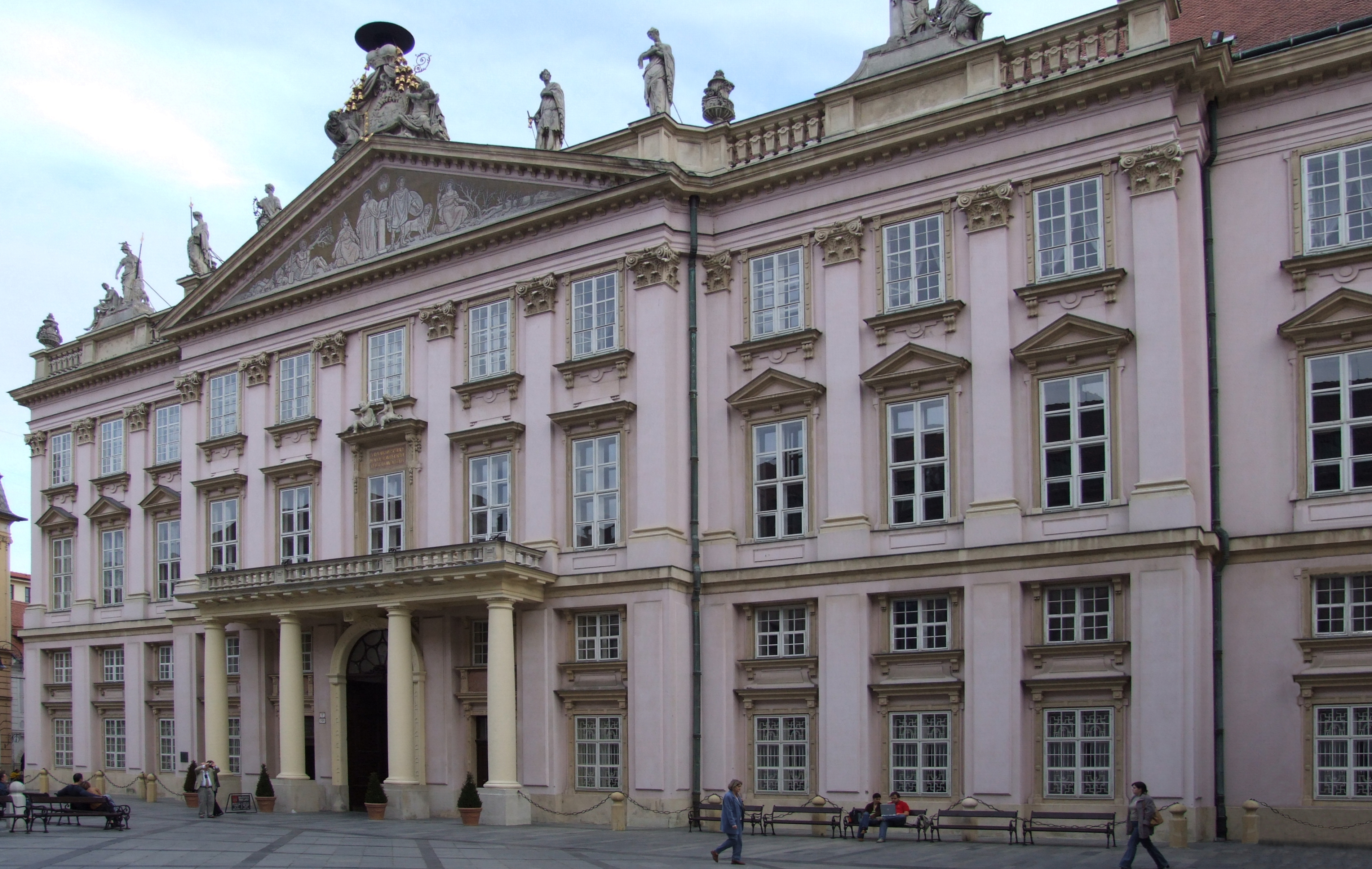
Palácio do Primaz, em Bratislava, onde foi assinada a Paz de Presburgo

Paz de Presburgo (em alemão: Pressburg) refere-se a quatro acordos assinados em Presburgo, no Reino da Hungria (hoje Bratislava, Eslováquia).

## Primeira Paz
A primeira Paz de Presburgo foi assinada em 2 de julho de 1271 entre o rei Otacar II da Boêmia e o rei Estêvão V da Hungria. Nos termos deste acordo, o Reino da Hungria renunciou às suas reivindicações sobre partes da presente Áustria e da Eslovénia, e a Boêmia renunciou às suas alegações sobre territórios conquistados na Hungria.

## Segunda Paz
A segunda Paz de Presburgo (também conhecida como o Tratado de Presburgo ou Tratado de Bratislava) foi assinada em 7 de novembro de 1491, entre Maximiliano I, Sacro Imperador Romano-Germânico e Vladislau II da Hungria. Nos termos deste acordo, Vladislau renunciou a sua reivindicação sobre a Baixa Áustria e concordou que Maximiliano deveria suceder à coroa húngara se Vladislau não tivesse descendência masculina. Vladislau teve um filho em 1506, fazendo com que esta condição não tivesse qualquer efeito.

## Terceira Paz
A terceira Paz de Presburgo foi assinada em 30 de dezembro de 1626 entre Gabriel Bethlen da Transilvânia, o líder de uma revolta contra a Monarquia de Habsburgo de 1619-1626, e Fernando II, Sacro Imperador Romano-Germânico. O acordo pôs fim à revolta, confirmando a Paz de Nikolsburg (31 de dezembro de 1621). Em contrapartida, Bethlen não havia acordado para lutar contra o imperador, nem ele para ser aliado aos Otomanos.

## Quarta Paz
A quarta Paz de Presburgo foi assinada em 26 de dezembro de 1805 entre a França e o Império Austríaco, como consequência da derrota austríaca pela França em Ulm (25 de setembro-20 de outubro, ano de 1805) e Austerlitz (2 de dezembro de 1805). Uma trégua foi acordada em dezembro e começaram as negociações para o tratado. O tratado foi assinado no Palácio do Primaz em Presburgo (atual Bratislava) por Johann I Josef de Liechtenstein e o Conde Ignác Gyulai pela Áustria e Charles-Maurice de Talleyrand-Périgord pela França.
Para além das cláusulas, que estabelece "a paz e a amizade" e a retirada da Terceira Coalizão pelos austríacos, o tratado também teve substancial importância no estabelecimento das fronteiras dos territórios europeus da Áustria. Os ganhos dos anteriores tratados de Campoformio e Lunéville foram retomados e as participações austríacas na Itália e na Baviera foram cedidas pela França. Certas participações austríacas na Alemanha foram transferidas para os aliados da França - o rei da Baviera, o rei de Württemberg e do Eleitor de Baden. Os créditos austríacos sobre os estados alemães foram renunciados, sem excepção. O mais notável intercâmbio territorial em causa foi que o Tirol e Vorarlberg, a Baviera, Veneza, a Ístria e a Dalmácia, foram incorporadas ao Reino de Itália de Napoleão, que tinha se tornado rei no início daquele ano. Augsburg foi cedida à Baviera. Como uma pequena compensação, a Áustria recebeu o eleitorado de Salzburgo.
O tratado marcou o efetivo fim do Sacro Império Romano-Germânico. Francisco II tornou-se, por sua vez, imperador Francisco I da Áustria e de uma nova entidade, a Confederação do Reno, que mais tarde foi criada por Napoleão. Uma indenização de 40 milhões de francos para a França foi também incluída no tratado.